# Synchaeta hyperborea
Synchaeta hyperborea är en hjuldjursart som beskrevs av Smirnov 1932. Synchaeta hyperborea ingår i släktet Synchaeta och familjen Synchaetidae. Inga underarter finns listade i Catalogue of Life.